# Josef Schraner
Josef Schraner (* 5. April 1929 in Mellikon) ist ein ehemaliger Schweizer Radrennfahrer und nationaler Meister im Radsport.

## Sportliche Laufbahn
Er war Teilnehmer der Olympischen Sommerspiele 1952 in Helsinki. Im olympischen Strassenrennen wurde er beim Sieg von André Noyelle 20. Die Mannschaft der Schweiz mit Schraner, Rolf Graf, Fausto Lurati und Jakob Scherer kam in der Mannschaftswertung im Straßenrennen auf den 9. Rang.
1951 und 1952 gewann er die nationale Meisterschaft im Strassenrennen der Amateure. 1950 siegte er im Eintagesrennen Tour du Lac Léman und wurde hinter Franz Lustenberger Zweiter der Stausee-Rundfahrt.